# Luchthaven Târgu Mureș
Luchthaven Târgu Mureș Internationaal Transsylvanië (Roemeens: Aeroportul Târgu Mureș Transilvania, Hongaars: Marosvásárhelyi Transilvania nemzetközi repülőtér, IATA-code: TGM) ligt 14 kilometer ten zuidwesten van Târgu Mureș, in het noordwesten van Roemenië.

## Geschiedenis
De eerste luchthaven werd in 1936 in Mureșeni (Hongaars: Meggyesfalva) aangelegd onder het bewind van de burgemeester van Târgu Mureș. Het was de plek waar luchtvaartpionier Aurel Vlaicu in 1912 landde met zijn vliegtuig. In 1944 werd het vliegveld verwoest door de Duitsers. In 1948 werd het opnieuw in gebruik genomen en groeide het aantal reizigers naar bijna 20.000 in 1960.
Omdat het kleine vliegveld in Mureseni niet geschikt was voor grotere vliegtuigen werd in 1961 in  Vidrasău (Hongaars: Vidrátszeg) een nieuwe luchthaven gebouwd, het kwam in 1969 gereed. Deze nieuwe luchthaven kende geen grote reizigersgroei, in 1990 gebruikten 27 872 reizigers per jaar de luchthaven.
In 2005 werd de luchthaven grootschalig verbouwd, er kwam een nieuwe reizigersterminal. In 2006 kreeg de luchthaven haar huidige naam: Aeroportul Transilvania (Hongaars: Transilvania repülőtér). In 2017-2018 werd de start- en landingsbaan volledig vernieuwd.

## Maatschappijen en bestemmingen
| Luchtvaartmaatschappij | Bestemmingen (juni 2023)                        |
| ---------------------- | ----------------------------------------------- |
| Air connect            | Boekarest                                       |
| Aegean air             | Heraklion                                       |
| Wizz Air               | Boedapest, Dortmund, Londen, Memmingen, Antalya |

## Foto's

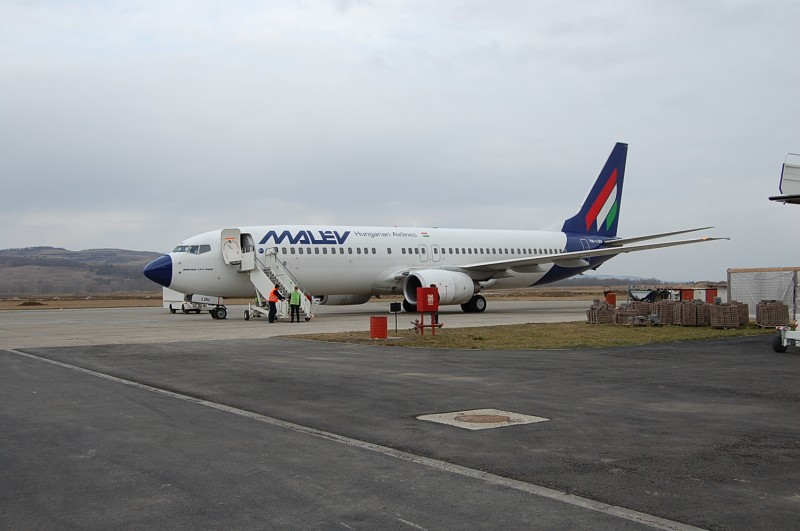
MALÉV Hungarian Airlines op TGM
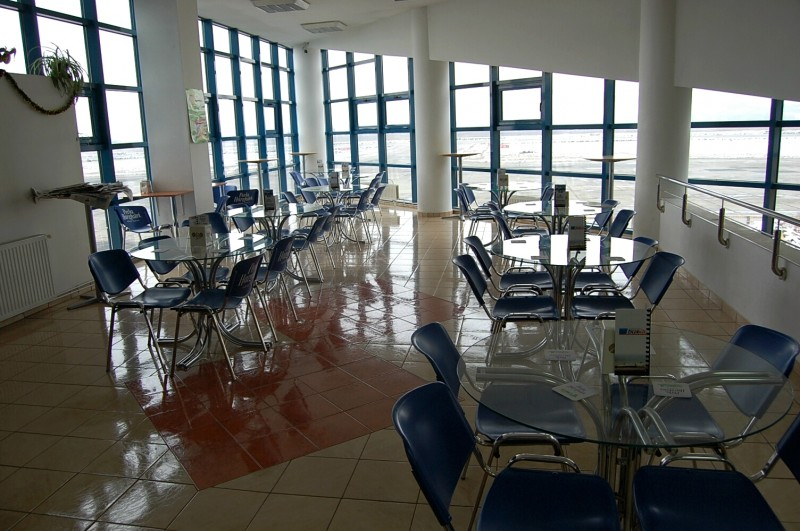
Panorama Bar
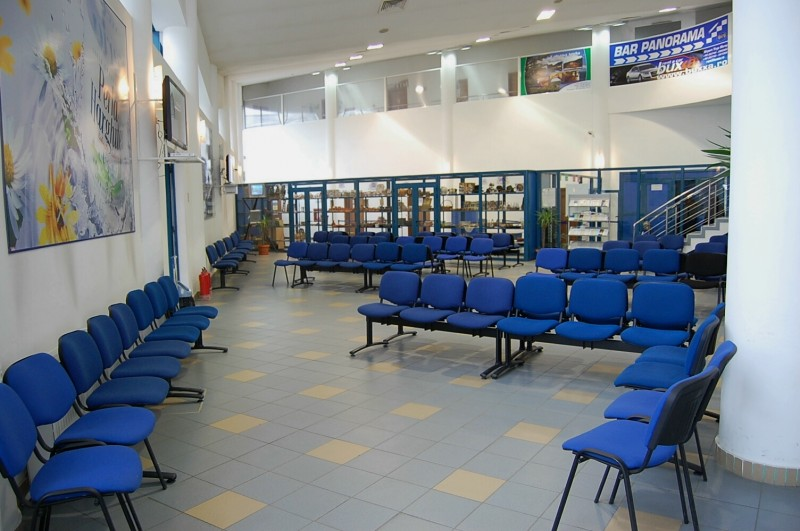
Vertrekhal